# 北極紫微大帝

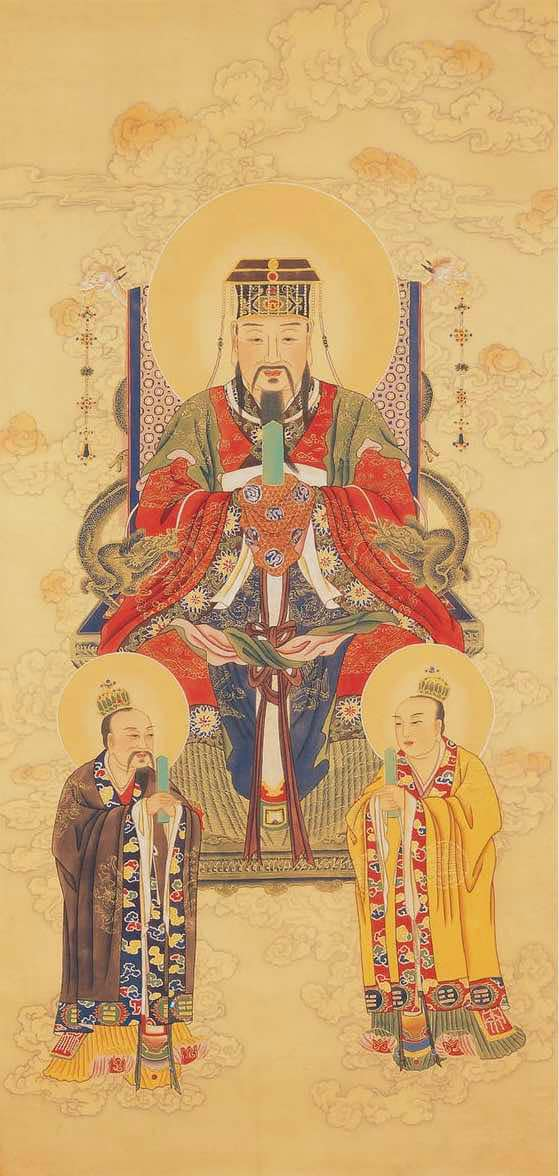
北極紫微大帝画像（北京白雲観蔵）

北極紫微大帝（ほっきょくしびたいてい）は、北極星を中心とした紫微宮に住む、北極星が神格化された道教の神。四御の一柱である。紫微大帝は紫微宮に住むことから起因した名。「中天北極紫微大帝」、「北斗真君」とも呼ばれる。
その昔、周御国王の王妃の紫光夫人（しこうふじん）が生まれた9人の子供の中の次男。長兄は天皇大帝。
元始天尊の第五化身ともいい、玉皇大帝の命令を受けて、雨・風や星の動きなどの自然界の諸現象、さらには全ての鬼神たちを一人統括する。極めて高位の神。干支の神ともされる。神怪小説『封神演義』では、姫伯邑考が中天北極紫微大帝に封ぜられている。